# Ron Clarke
Ronald William Clarke (21. února 1937 Melbourne – 17. června 2015 Gold Coast) byl australský atlet, specialista na dlouhé běhy. Vytvořil sedmnáct oficiálních světových rekordů na tratích od dvou mil do 20 km a byl uznáván jako nejlepší světový vytrvalec šedesátých let, nikdy se však nestal olympijským vítězem.
V roce 1956 byl jako juniorský světový rekordman poctěn právem zapálit olympijský oheň v Melbourne. Na Hrách Commonwealthu získal v letech 1962 až 1970 čtyři stříbrné medaile v běhu na tři míle a šest mil. Na LOH 1964 v Tokiu skončil na třetím místě v běhu na deset kilometrů a devátý v maratónu. V letech 1965 až 1969 získal pět titulů mistra Austrálie na pět kilometrů v řadě. Na LOH 1968 v Mexico City skončil pátý na pět kilometrů a šestý na deset kilometrů. V tomto závodě se projevila jeho nedostatečná příprava na extrémní vysokohorské podmínky: po proběhnutí cílem se zhroutil v důsledku kyslíkového dluhu a upadl do bezvědomí. Už nikdy se z tohoto otřesu úplně nezotavil a krátce nato ukončil závodní činnost. Emil Zátopek, který byl Clarkovým nadšeným obdivovatelem, mu jako odškodné věnoval svoji zlatou medaili z helsinské olympiády.
Za své sportovní úspěchy obdržel Řád Britského impéria a Řád Austrálie. V roce 2004 byl jako nezávislý kandidát zvolen starostou města Gold Coast a úřad zastával do roku 2012.